# قدیریم (مولداوی)
قدیریم (به لاتین: Ghidirim) یک منطقهٔ مسکونی در مولداوی است که در واحدهای اداری-سرزمینی کرانه چپ دنیستر واقع شده‌است. قدیریم ۶۱ متر بالاتر از سطح دریا واقع شده‌است.